# Ganga Bruta
Ganga Bruta è un film del 1933, diretto da Humberto Mauro. La pellicola è considerata un classico della cinematografia brasiliana.; nel novembre 2015 il film è entrato a far parte della lista dei "100 migliori film brasiliani di tutti i tempi", stilata dalla Associação Brasileira de Críticos de Cinema (Abraccine), piazzandosi al 24º posto:; Jeanne O Santos, di Cinema em Cena, lo ha definito "un classico nazionale".

## Trama
Brasile, prima metà del XX secolo.
L'ingegner Marcos, alla sua prima notte di nozze, uccide la moglie. Sul motivo dell'uxoricidio non si sa nient'altro che quanto viene riportato dalla stampa il giorno dopo: egli si sarebbe sentito "ingannato dalla moglie". Inspiegabilmente, Marcos viene assolto.
Per sottrarsi alla (comprensibile) atmosfera negativa della propria cittadina nei suoi confronti, Marcos si trasferisce in una località marginale del Brasile, dove si impiega presso il grosso e moderno cantiere edilizio di Décio, che sta realizzando un imponente complesso di edifici.
Décio abita con la madre, inferma, e con la sorella (di padre diverso) Sônia, con la quale ha iniziato un rapporto amoroso. Sônia in realtà flirta sia con Décio che col nuovo arrivato Marcos, al quale - mentre l'ingegnere si immerge inopinatamente nella vita debosciata dei lavoratori del luogo – finisce per dare la precedenza.
Scoperta la trama, Décio affronta Marcos con l'intento di ucciderlo: durante una colluttazione fra i due uomini in cima ad una cascata, Décio cade nel dirupo. Marcos, più a valle, si tuffa nel tentativo di salvarlo. Invano: egli non può che recuperare il cadavere del rivale.
Sônia, nel cui orizzonte di idee evidentemente non rientrava l'omicidio, si dispiace per la mancanza di Décio, per quanto a lui avesse preferito Marcos. Tant'è: poco tempo dopo l'ignobile femminicida Marcos sposa Sônia. Sulla sorte ventura della donna è lecito farsi domande. 

## Produzione
Così si è espresso Humberto Mauro: "Ho usato, come nel film muto, una serie di simboli e inferenze, il che mi è valso l'appellativo di "Freud di Cascadura". Quando la febbre di Freud cominciò a prender piede, lessi tutti i suoi scritti, in modo da potermi impadronire del contenuto. Cercai di considerare quanto potesse essere applicato al cinema. In Ganga Bruta volevo vedere se fosse stato possibile creare alcuni effetti freudiani, principalmente per mezzo dei símboli fallici, come gru, movimenti verticali della cinepresa, oggetti e composizione del girato."
Il film era stato inizialmente intitolato Dança das Chamas. Erano previsti gli attori Raul Schnoor, Tamar Moema, e Ruth Gentil nei ruoli di spicco, mentre le riprese avrebbero dovuto essere effettuate negli stati di Amazonas e Pará. Alla fine il film fu girato con un cast totalmente differente, nel Parco di Boa Vista a Rio de Janeiro, e a Guaxindiba, (São Gonçalo, stato di Rio de Janeiro), fra il 2 settembre 1931 e il 21 ottobre 1932, usando una macchina da presa portatile.
Ganga Bruta è stato il sesto lungometraggio diretto da Humberto Mauro, ed il secondo della casa di produzione Cinédia, di proprietà di Ademar Gonzaga, che l'aveva concepito come una pellicola muta con una colonna sonora incisa su disco e destinata ad essere riprodotta durante le proiezioni del film. Quasi al termine della lavorazione Gonzaga accettò di registrare voci con il sistema Vitaphone, un cambiamento di programma provocato dall'avvento del cinema sonoro e della sua crescente popolarità nel mercato brasiliano durante la produzione del film.

## Accoglienza
Il film uscì il 29 marzo 1933 con la sua prima proiezione al cinema Alhambra di Rio de Janeiro. Non fu ben ricevuto al suo esordio, anzi venne bollato dalla critica come "il peggior film di tutti i tempi" e costituì una "grave perdita finanziaria" per la Cinédia. Come si affermava nell'edizione brasiliana della rivista Time Out il film fu "totalmente rifiutato dai critici tradizionalisti e dal pubblico miope". Queste valutazioni furono riviste dopo il restauro della pellicola nel 1952, quando, in occasione della 1.ª Retrospectiva Cinematográfica Brasileira, il film "impressionò profondamente" i registi che avrebbero fatto parte del movimento Cinema Novo negli anni '60 e '70. Ad esempio, Glauber Rocha nel suo libro Revisão Crítica do Cinema Brasileiro, lo giudica "uno dei 20 migliori film di tutti i tempi". Un altro regista, Walter Lima, Jr, ha dichiarato: "Ci sono due film che costituiscono i chiari archetipi dell'eterno anelito del Brasile, e precisamente Limite e Ganga Bruta".
Randal Johnson e Robert Stam, autori di Brazilian Cinema, hanno definito il film "l'opera principale di Mauro", aggiungendo che avrebbe "migliorato in senso creativo lo stile del cinema espressionista e del montaggio sovietico". Daniel Balderston, Mike Gonzalez e Ana M. Lopez, in Encyclopedia of Contemporary Latin American and Caribbean Cultures hanno scritto che il film sarebbe "magistrale", nella sua combinazione di lirismo, naturalismo ed espressionismo. Peter Rist, in South American Cinema: A Critical Filmography, há elogiato la colonna sonora, affermando che "la miscela audio-visuale di Mauro" ottiene "un effetto lirico completo". Georges Sadoul, autore del Dictionary of Films, há osservato che "nonostante la sua trama sciocca e convenzionale, questo è il miglior film di Humberto Mauro, nonché una pietra miliare della cinematografia brasiliana." Sadoul ha suggerito che gli elementi di natura industriale presenti nel film erano usati come "simboli erotici", ed ha paragonato la sua sceneggiatura con quella di Lui, di Luis Buñuel. Il critico francese Jacques Lourcelles ha individuato nella violenza il tema principale di Ganga Bruta, aggiungendo che, ai suoi margini, emergerebbe "un'atmosfera di erotismo carnale e cosmico". In Le cinéma brésilien, Carlos Roberto de Souza ha rilevato gli "elementi freudiani e surrealisti" del film.